# Новак, Томас
То́мас "То́мми" Но́вак (англ. Thomas "Tommy"  Novak; род. 28 апреля 1997, Сент-Пол, Миннесота, США) — американский хоккеист, центральный нападающий клуба НХЛ «Питтсбург Пингвинз».

## Клубная карьера
На драфте НХЛ 2015 был выбран в третьем раунде под общим 85-м номером командой «Нэшвилл Предаторз».
В конце сезона 2018/19 дебютировал за фарм-клуб «хищников» — «Милуоки Эдмиралс», подписав с ними контракт. В сезоне 2019/20 стал вторым ассистентом и третьим бомбардиром «адмиралов», набрав в 60-и матчах 42 (11+31) очка. 26 марта 2020 года подписал двухлетнее соглашение с «Нэшвиллом».
Сезон 2020/21 начал в ECHL за клуб «Флорида Эверблейдс», так как сезоны в НХЛ и АХЛ откладывались из-за пандемии коронавируса. За «Эверблейдс» в 3-х матчах набрал 3 (1+2) очка, после чего присоединился к тренировочному лагерю «хищников», где не смог закрепиться и был переведён в АХЛ в «Чикаго Вулвз». «Эдмиралс» же решили пропустить сезон из-за последствий коронавирусной инфекции. В составе «Вулвз» Новак стал лучшим ассистентом и бомбардиром команды, набрав 32 (8+14) очков в 27-и матчах. Столько же очков было и у Филипа Томасино, но он провёл на 2 матча больше.
Сезон 2021/22 начал в АХЛ за «Милуоки Эдмиралс». В первом же матче против «Чикаго Вулвз» отметился тремя результативными передачами, благодаря чему заслужил вызов в основную команду, а обратным путём последовал более молодой форвард Коди Гласс. В НХЛ дебютировал 19 октября в матче против «Лос-Анджелес Кингз», будучи центральным нападающим четвёртого звена вместе с партнёрами по звену с Ником Казинсом и Рокко Гримальди, не набрав очков. 23 октября набрал первые очки в НХЛ, отдав 3 передачи в матче против «Виннипег Джетс». 17 декабря забил свою первую шайбу в НХЛ вратарю «Чикаго Блэкхокс» Марку-Андре Флёри. Всего в сезоне набрал 7 (1+6) очков за 27 встреч.
Сезон 2022/23 также начал в АХЛ, имея в 25-и встречах 26 (11+25) очков. В декабре 2022 года был вызван в основной состав. В первых 3-х матчах за «хищников» отметился набранными очками. Перед дедлайном «Нэшвилл» продал нескольких игроков (Экхольма, Жанно, Нидеррайтера, Гранлунда) и формально выбыл из гонки плей-офф, однако Новак стабильно набирал очки. Конец сезона он провёл преимущественно в звене с Люком Эвангелистой и Кифером Шервудом. У «хищников» под конец сезона травмировались все лидеры: Форсберг, Йоси и Дюшен, но старания звена Новака и вратаря Сароса держали «Нэшвилл» в гонке плей-офф до последних сил. 1 апреля 2023 года Новак провёл первую игру в карьере с 4 (1+3) очками в матче против «Сент-Луиса». Всего в сезоне 2022/23 он провёл 51 матч и набрал 43 (17+26) очка, став третьим бомбардиром команды.
В сезоне 2023/24 являлся вторым центрофорвардом команды, играя преимущественно в звене с новичком Люком Эвангелистой, имея в активе 45 (18+27) очков в 71 игре. По ходу сезона продлил контракт с «Предаторз» на 3 года и $ 10,5 млн.

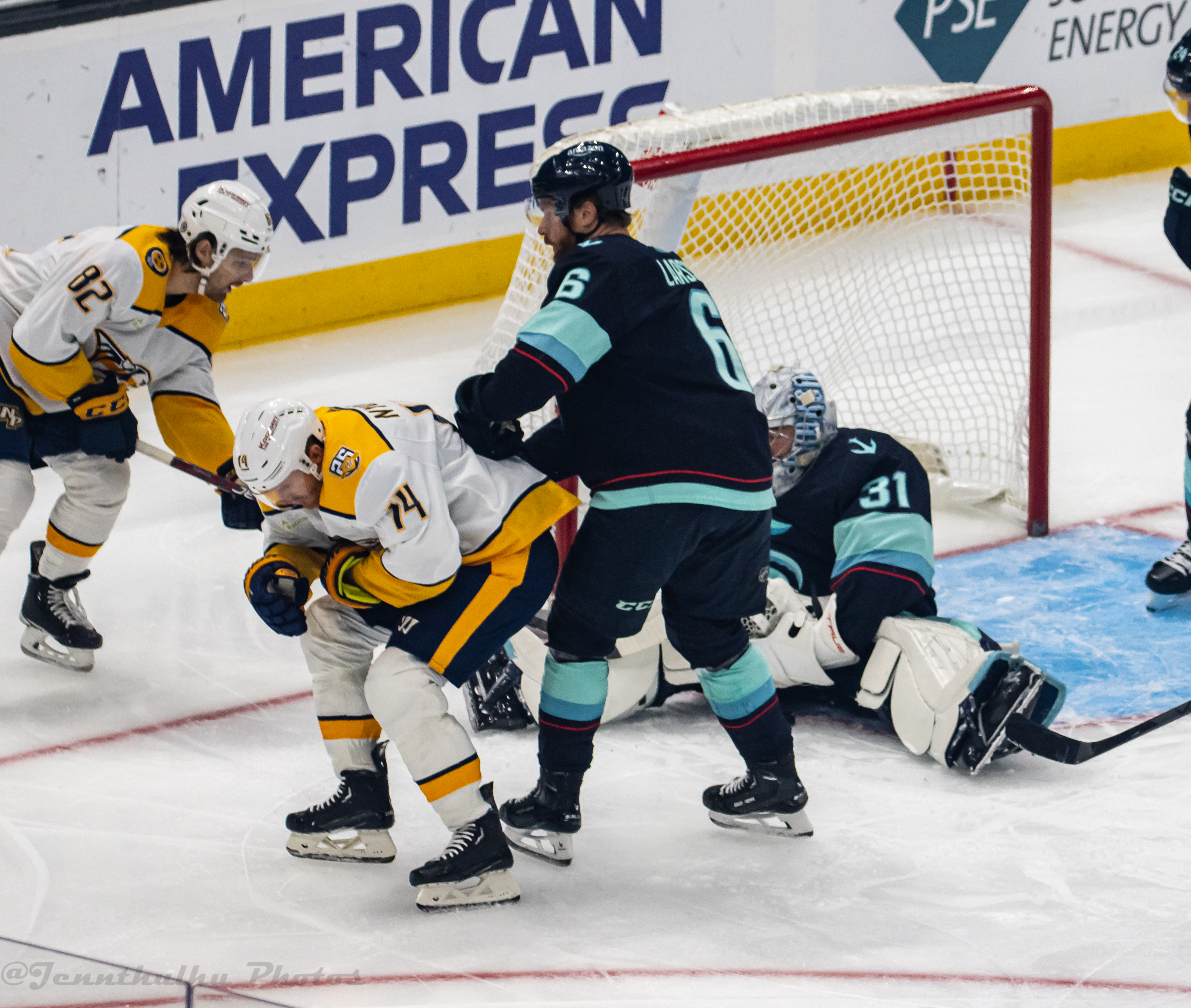
Новак (крайний слева) в 2023 году

## Международная карьера
Новак помог команде США завоевать бронзовую медаль на турнире памяти Ивана Глинки в 2014 году, став вторым снайпером команды и лучшим бомбардиром турнира. Также он набрал семь очков в четырёх играх в составе сборной США в Мировом молодёжном кубке вызова 2014 года.

## Статистика
| Легенда | Легенда                    | Легенда | Легенда                   | Легенда | Легенда    |
| ------- | -------------------------- | ------- | ------------------------- | ------- | ---------- |
| И       | Количество проведённых игр | Штр     | Штрафное время            | +/−     | Плюс-минус |
| Г       | Голы                       | П       | Голевые передачи          | О       | Очки       |
| -       | Статистика неизвестна      | —       | Статистика не учитывалась |         |            |

### Клубная
| 2013/14      | Юниорская сборная США   | USHL         | 2   | 0  | 0  | 0  | 0  | — | — | — | — | — |
| 2014/15      | Уотерлу Блэк Хокс       | USHL         | 46  | 14 | 34 | 48 | 12 | — | — | — | — | — |
| 2015/16      | Миннесота Голден Гоферс | B1G          | 37  | 6  | 21 | 27 | 4  | — | — | — | — | — |
| 2016/17      | Миннесота Голден Гоферс | B1G          | 20  | 5  | 9  | 14 | 10 | — | — | — | — | — |
| 2017/18      | Миннесота Голден Гоферс | B1G          | 34  | 3  | 23 | 26 | 8  | — | — | — | — | — |
| 2018/19      | Миннесота Голден Гоферс | B1G          | 38  | 4  | 17 | 21 | 4  | — | — | — | — | — |
| 2018/19      | Милуоки Эдмиралс        | АХЛ          | 3   | 0  | 1  | 1  | 0  | 1 | 0 | 0 | 0 | 0 |
| 2019/20      | Милуоки Эдмиралс        | АХЛ          | 60  | 11 | 31 | 42 | 18 | — | — | — | — | — |
| 2020/21      | Чикаго Вулвз            | АХЛ          | 27  | 8  | 24 | 32 | 4  | — | — | — | — | — |
| 2020/21      | Флорида Эверблейдс      | ECHL         | 3   | 1  | 2  | 3  | 0  | — | — | — | — | — |
| 2021/22      | Милуоки Эдмиралс        | АХЛ          | 42  | 7  | 27 | 34 | 16 | 6 | 1 | 5 | 6 | 2 |
| 2021/22      | Нэшвилл Предаторз       | НХЛ          | 27  | 1  | 6  | 7  | 2  | — | — | — | — | — |
| 2022/23      | Милуоки Эдмиралс        | АХЛ          | 25  | 11 | 15 | 26 | 2  | — | — | — | — | — |
| 2022/23      | Нэшвилл Предаторз       | НХЛ          | 51  | 17 | 26 | 43 | 8  | — | — | — | — | — |
| 2023/24      | Нэшвилл Предаторз       | НХЛ          | 71  | 18 | 27 | 45 | 8  | 6 | 0 | 0 | 0 | 0 |
| Всего в НХЛ  | Всего в НХЛ             | Всего в НХЛ  | 149 | 36 | 59 | 95 | 18 | 6 | 0 | 0 | 0 | 0 |
| Всего в АХЛ  | Всего в АХЛ             | Всего в АХЛ  | 91  | 19 | 59 | 78 | 22 | 1 | 0 | 0 | 0 | 0 |
| Всего в NCAA | Всего в NCAA            | Всего в NCAA | 129 | 18 | 70 | 88 | 26 | — | — | — | — | — |
| Всего в USHL | Всего в USHL            | Всего в USHL | 48  | 14 | 34 | 48 | 12 | — | — | — | — | — |